# Oenothera flava
Oenothera flava är en dunörtsväxtart. Oenothera flava ingår i släktet nattljussläktet, och familjen dunörtsväxter.

## Underarter
Arten delas in i följande underarter:
- O. f. flava
- O. f. taraxacoides